# 青山秋男
青山 秋男（あおやま あきお、1947年または1948年 - ）は、日本の政治家。自由民主党所属。愛知県議会議員 (6期)、同議長、岡崎市議会議員 (3期) を歴任。旭日中綬章受章。長男は衆議院議員、文部科学副大臣を務めた青山周平。

## 来歴
岡崎市議会議員を3期務めた後、愛知県議会議員となり、1999年愛知県議会議員選挙では岡崎市選挙区 (定数4) で4位当選。2003年愛知県議会議員選挙では同選挙区 (定数4) で2位再選。同年5月から翌年5月まで監査委員。2007年愛知県議会議員選挙では同選挙区 (定数4) で3位再選。同年5月 内田康宏の後任として愛知県議会議長に就任。翌年5月 栗田宏を後任として議長退任。2011年愛知県議会議員選挙では同選挙区 (定数4) で4位再選。県議を計6期務めて政治家引退。

## 栄典
- 2005年4月 春の叙勲で藍綬褒章を受章[11]
- 2016年11月 秋の叙勲で旭日中綬章を受章[1]